# La fuggitiva (film 2001)
La fuggitiva (Jane Doe) è un film per la televisione del 2001 diretto da Kevin Elders.

## Trama
Jane Doe, addetta alla sicurezza ha accesso ai sistemi informatici dell'industria delle armi per cui lavora: ma qualcuno gli fa sequestrare il figlio Michael per costringerla a scaricare i file segreti in modo da far sparire le prove di un omicidio del quale lei stessa è stata accusata.